# Ventiseri
Ventiseri (korziško Ventisari) je naselje in občina v francoskem departmaju Haute-Corse regije - otoka Korzika. Leta 2012 je naselje imelo 2.357 prebivalcev.

## Geografija
Kraj leži v vzhodnem delu otoka Korzike ob robu naravnega regijskega parka Korzike, 104 km južno od središča Bastie.

## Uprava
Občina Ventiseri skupaj s sosednjimi občinami Chisa, Isolaccio-di-Fiumorbo, Prunelli-di-Fiumorbo, San-Gavino-di-Fiumorbo, Serra-di-Fiumorbo in Solaro sestavlja kanton Prunelli-di-Fiumorbo s sedežem v Prunelliju. Kanton je sestavni del okrožja Corte.